# Euphrosyne von Polazk

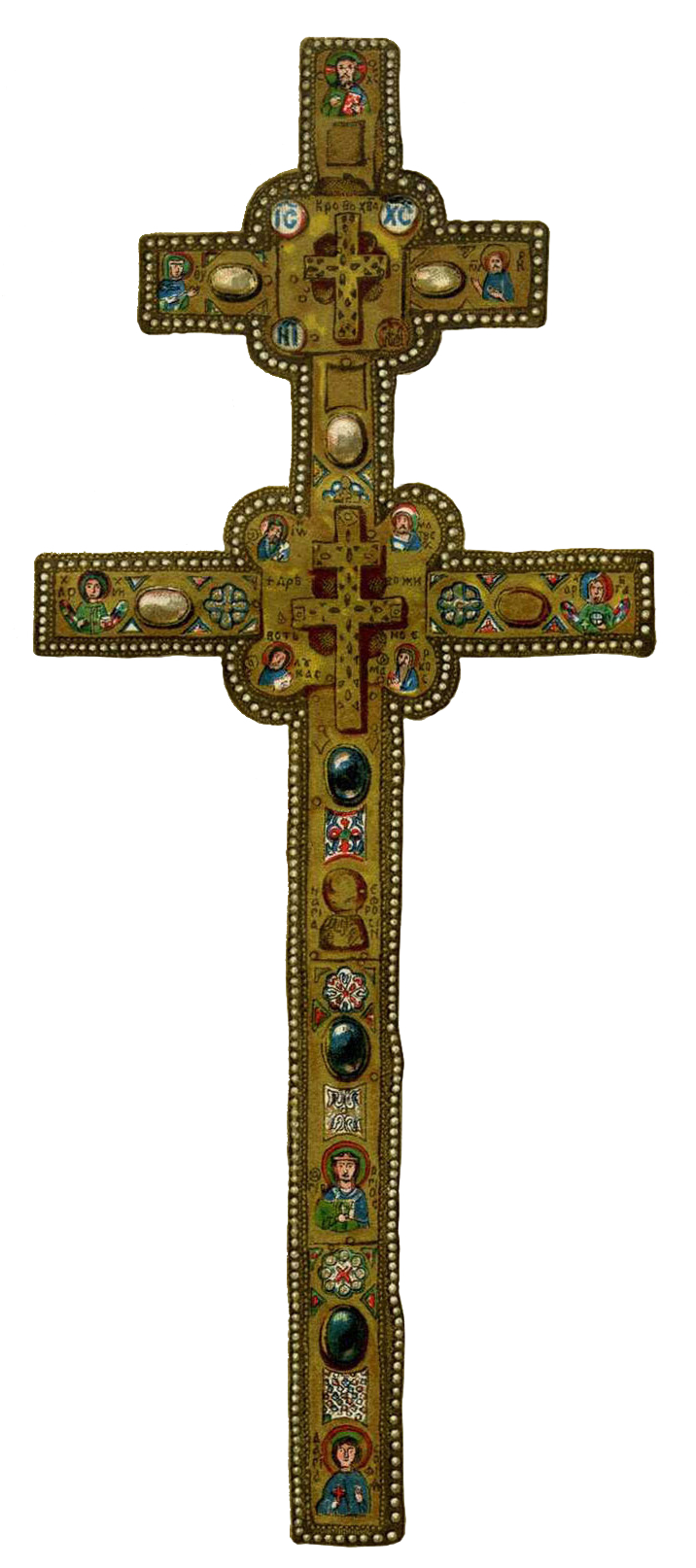
Das für Euphrosyne geschaffene Altarkreuz

Euphrosyne von Polazk (* wahrscheinlich 1110 in Polazk; † 1173 in Jerusalem) gilt als Schutzheilige der Belarussen.

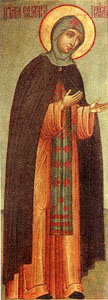
Euphrosyne von Polazk (Ikone)

Euphrosyne war eine herausragende Persönlichkeit innerhalb einer christlichen, kulturell-aufklärerischen Bewegung im damaligen Fürstentum Polazk, betätigte sich als Übersetzerin und förderte Kunst und Kultur. Auf dem Gebiet des heutigen Belarus war sie zu jener Zeit die erste Frau, die als Heilige anerkannt wurde.

## Biografie
Euphrosyne war die Tochter des Polazker Fürsten Georgi Usjaslawitsch und hieß eigentlich Pradslawa (russ.: Predslawa). Als sie (gegen den Willen ihrer Eltern) Nonne wurde, nahm sie den Namen Euphrosyne an. Als junge Nonne war sie vor allem damit beschäftigt, religiöse Werke aus den Beständen der zur Polazker Sophienkathedrale gehörenden Bibliothek zu kopieren, in erster Linie Übersetzungen aus dem Griechischen.
Später gründete sie Nonnen- und Mönchsklöster in Polazk und veranlasste 1160 den Bau der Kirche des Heiligen Erlösers (belarussisch: царква святога Спаса), wo sie auch selbst ihre Zelle hatte und die heute ihren Namen trägt: Euphrosyne-Erlöser-Kirche (belarussisch: Спаса-Ефрасіннеўская царква). Diese Kirche wurde reich mit Fresken ausgeschmückt, die heute kulturhistorisch sehr wertvoll sind. Im Auftrag von Euphrosyne fertigte der Polazker Meister Lasar Bohscha im Jahre 1161 ein Altarkreuz für die Erlöserkirche an. Dieses aus Zypressenholz gefertigte, mit erlesenen Edelsteinen besetzte und mit Emaille-Darstellungen der Evangelisten, aber auch der Euphrosyne selbst versehene Kunstwerk gilt seither als wertvollste nationale Reliquie der Belarussen. Es verschwand während des Zweiten Weltkriegs und ist bis heute trotz umfangreicher Bemühungen, auch von offiziellen Stellen, nicht wieder aufgetaucht.
Gegen Ende ihres Lebens begab sich Euphrosyne auf eine Pilgerreise nach Jerusalem, wo sie auch starb.

## Grab und Verehrung
Ihr Wunsch war es, im Kloster des heiligen Sabas beerdigt zu werden. Da dieses jedoch ein Mönchskloster ist, wurde ihrem Wunsch nicht entsprochen. Ihre Gebeine wurden zunächst in der Theodosius-Kirche in Jerusalem aufbewahrt und vermutlich im Jahre 1187 nach Kiew gebracht, wo sie im berühmten Höhlenkloster beigesetzt wurden.
Im 19. Jahrhundert war eine konfessionelle Instrumentalisierung Euphrosynes zu beobachten. Polazk stand im konfessionellen Wettstreit. Juden, Katholiken und Orthodoxe teilten sich den öffentlichen Raum und die orthodoxe Bevölkerung war in den Hintergrund gedrängt worden. Nach den letzten Teilungen Polen-Litauens versuchte die orthodoxe Staatskirche die Dominanz über den sakralen Raum der Stadt für sich zu beanspruchen. Dabei erkannten die Kleriker vor Ort schnell die Bedeutung des Euphrosyne-Kultes und versuchten, Euphrosynes Gebeine aus Kiew nach Polazk zu bringen. Erst 1870 gelang es, ihren Mittelfinger nach Polazk zu holen. 1910 dann wurde die Überführung der gesamten Gebeine von Kiew nach Polazk feierlich unter der Anwesenheit der Zarenfamilie und der griechischen Dynastie vollzogen. Die Gebeine wurden per Schiff über den Dnjepr nach Orscha gebracht und über Land weiter nach Polazk. Im Vorfeld wurden dazu Kirchen entlang der Route aufgebaut. Ein Beispiel für eine solche Kapelle am Dnjepr findet sich beispielsweise in Retschyza. Bis 2006 lagen Euphrosynes Gebeine in der Erlöser-Verklärungskirche im Kloster in Polazk. Aufgrund von Sanierungsarbeiten an den dortigen Fresken wurden sie in die benachbarte Kreuzerhöhungskirche des Klosters umgebettet.
Eine ausführliche Schilderung des Heiligenlebens der Euphrosyne von Polazk findet sich in dem Werk „Жыціе Ефрасінні Полацкай“ (russ.: „Житие Ефросиньи Полоцкой“, dt.: Das Leben der Euphrosyne von Polazk). Dieser Text, der wahrscheinlich schon bald nach ihrem Tod verfasst wurde, dessen älteste überlieferte Abschrift jedoch aus dem 14. Jahrhundert stammt, ist eines der wichtigsten frühen orthodoxen Zeugnisse auf dem Gebiet von Belarus, das nicht nur das Leben der Heiligen Euphrosyne schildert, sondern auch ein Beleg für die hohe Geisteskultur im damaligen Fürstentum Polazk ist. Dieser Text verkörpert die Ideale der Euphrosyne von Polazk: die Bedeutung des Wissens, die Liebe zu den Büchern, die geistig-religiöse Vervollkommnung des Menschen und den uneigennützigen Dienst an hohen moralischen Idealen.
Im Jahr 2022 wurde die Universität von Polazk nach der Schutzheiligen benannt.